# André de Richaud
Pour les articles homonymes, voir Richaud.
André de Richaud, né le 6 avril 1907 à Perpignan et mort le 29 septembre 1968 à Montpellier, est un écrivain, poète et dramaturge français.

## Biographie
Le père d'André de Richaud, professeur d'histoire, meurt au tout début des combats de la guerre de 1914 et il perd sa mère en 1923.
Il est collégien à Carpentras où il se lie d’amitié à Pierre Seghers, qui sera son éditeur. Étudiant en droit et en philosophie à Aix-en-Provence, il est maître d’internat au lycée Mignet en même temps que Marcel Pagnol. Grâce au conservateur de la bibliothèque Méjanes qui l’a pris en amitié, il rencontre André Gaillard, poète et fondateur des Cahiers du Sud et Joseph d’Arbaud, écrivain-félibre, directeur de la revue Le Feu.

À vingt ans il écrit La Douleur, son premier roman, dont Albert Camus, à qui Jean Grenier l'avait donné à lire, écrira : 

« Je le lus en une nuit, selon la règle et, au réveil, nanti d'une étrange et neuve liberté, j'avançais hésitant sur une terre inconnue. Je venais d'apprendre que les livres ne verraient pas seulement l'oubli et la distraction… Il y avait une délivrance, un ordre de vérité où la pauvreté, par exemple, prenait tout à coup son vrai visage. La Douleur me fit entrevoir le monde de la création. »

En 1935, Richaud tisse de nouveaux liens d'amitié avec Jeanne Lohy et Fernand Léger, chez qui il vivra 14 ans, à Paris et en Normandie.
Alcoolique chronique, il a demandé à être interné chez celui qui internait Antonin Artaud. Il est mort d'une opération d'une hernie.

## Œuvres

### Romans

#### SérieLes Brunoy
- Le Mauvais (1945)
- La Rose de Noël (1947)

#### Autres romans
- La Création du monde (1930)
- La Douleur, Grasset (1930) ; rééd. 2011, Paris, Grasset,  (ISBN 978-2-246-37873-0) ; traduction Der Schmerz, par Sophie I. Nieder, Zürich, Dörlemann, 2019  (ISBN 978-3-03820-064-2)
- Images de Saint Gens, revue Les Terrasses de Lourmarin (1931) ; rééd. en 1983 chez Calligrammes
- La Fontaine des lunatiques (1932)
- Le Village (1932)
- Le Château des papes (1933)
- L’Amour fraternel (1936)
- La Barrette rouge (1938)
- La Nuit aveuglante, Éditions Robert Laffont (1944) ; rééd. en 2014 chez Tusitala
- L’Étrange Visiteur (1956) ; rééd. en 2015
- Je ne suis pas mort (1965), Robert Morel éditeur ; rééd. en 1983 chez La Dragonne Prix Guillaume-Apollinaire 1965.

### Recueil de nouvelles
- Comparses (1927)
- Le Mal de la terre (1947)
- Retour au pays natal (1985), publication posthume
- La Part du diable (1986), publication posthume
- Le Noël du père Bonnet (2008), publication posthume
- Quatre nouvelles (2009), publication posthume
- Pays natal, pays mortel (2009), publication posthume
- Échec à la concierge, éditions L'Arbre vengeur, coll. « L'Alambic » (2012), publication posthume ; illustration par Frédéric Bézian

### Poésie
- Le Droit d’asile, vignettes de Frédéric Delanglade, Éditions en marge (1937) ; rééd. avec un portrait par Jacques Chapiro, Paris, Pierre Seghers, 1954 Prix Guillaume-Apollinaire 1954.
- La Confession publique, Éditions Seghers (1944), rééd. Bibliothèque du double (1982)

### Théâtre
- 1927 : Alaska
- 1932 : Le Château des Papes, mise en scène Charles Dullin, musique de scène Darius Milhaud
- 1932 : Village
- 1942 : La Farce des bossus
- 1949 : Le Verdict
- 1953 : Les Reliques, mise en scène Michel de Ré, Théâtre du Vieux-Colombier, 1er octobre
- 1972 : Le Rois clos, mise en scène de Claude Cernay, Théâtre Rive Gauche, 20 septembre

### Autres publications
- Vie de saint Delteil (1928), réédité par Le Temps qu'il fait/Calligrammes (1984)
- La Descente des dieux (1941)
- Hommage au Portugal (1945)
- Il n'y a rien compris (1970)
- Images de Saint-Gens (1983), publication posthume

### Télévision
- "La Nuit aveuglante" - Un comédien lit un auteur, réalisation Renée Darbon - Michel Piccoli lit André de Richaud - diffusée le 4 février 1979 sur France 3

### Radio
- André de Richaud – Ce soleil noir (France Culture, 1982)